# Gymnasium Hartberg
Das Bundesgymnasium, Bundesrealgymnasium und Bundesoberstufenrealgymnasium in Hartberg ist die größte Allgemeinbildende höhere Schule im Bezirk Hartberg-Fürstenfeld.

## Allgemeines
Das Bundesgymnasium, Bundesrealgymnasium und Bundesoberstufenrealgymnasium ist eine von vier Schulen im Bundesschulzentrum. Das Bundesschulzentrum liegt im südlichen Teil des Stadtgebietes in Hartberg.
Die Schule wird von 903 Schülern besucht, die von 100 Lehrern unterrichtet werden (Datenstand: Schuljahr 2018/19).

## Schulchronik
- 1964/65 gegründet als Expositur des Musisch-pädagogischen Bundesrealgymnasiums Graz-Hasnerplatz
- 1969/70 Umwandlung zum Musisch-pädagogischen Bundesrealgymnasium Hartberg (selbstständige Schule)
- 1976/77 Oberstufenrealgymnasium (Schwerpunkte: musisch, DG, naturwissenschaftlich)
- 1988/89 dislozierte Klassen des BG/BRG Gleisdorf am BORG Hartberg (AHS-Langform)
- Oktober 1995 Erlass des Bundesministeriums für Unterricht und kulturelle Angelegenheiten: offizielle Anerkennung als Bundesgymnasium, Bundesrealgymnasium und Bundesoberstufenrealgymnasium

## Unterstufe
In der Unterstufe wird ab der 1. Klasse Informatik als Pflichtgegenstand unterrichtet. Es besteht eine Wahlmöglichkeit zwischen sportlicher, sprachlicher oder musisch-kreativer Begabungs- und Interessenförderung.
Ab der dritten Klasse kann in der Unterstufe zwischen dem Gymnasium und dem Realgymnasium gewählt werden. Im Gymnasium kann Französisch, Spanisch, Italienisch oder Latein als zusätzliche Sprache gewählt werden. Der sprachliche Schwerpunkt kann in der Oberstufe weiterbesucht werden (Gymnasium Langform).
Im Realgymnasium gibt es einen verstärkten Unterricht im Bereich der Naturwissenschaften (Laborunterricht aus Chemie und Biologie), Mathematik, Geometrisches Zeichnen, Informatik und Werkerziehung.

## Oberstufe
- Oberstufe des Gymnasiums (Sprachenzweig)

Den Schülern steht eine sprachliche Vertiefung in Französisch, oder Latein sowie Unterricht in Italienisch oder Spanisch zur Auswahl. In allgemeinbildenden Gegenständen wird Englisch als Arbeitssprache unterrichtet. Als Vertiefung gibt es eine "Europastunde".
- Realgymnasium mit Informatik; Schwerpunkt Darstellende Geometrie mit Wahlmöglichkeit Informatik oder naturwissenschaftliches Labor

In der 5. und 6. Klasse gibt es 3 Wochenstunden Informatikunterricht, in der 7. und 8. Klasse erhalten die Schüler jeweils 3. Wochenstunden Unterricht in Darstellender Geometrie (inkl. angewandten CAD-Unterricht am PC). Für die 7. und 8. Klasse haben die Schüler die Wahlmöglichkeit, ob sie 2 Wochenstunden Informatikunterricht oder 2 Stunden Laborunterricht (Naturwissenschaftliches Labor PH, CH, BU) erhalten.
- Realgymnasium mit Informatik; Schwerpunkt Biologie, Chemie und Physik mit Wahlmöglichkeit Informatik oder naturwissenschaftliches Labor

In der 5. und 6. Klasse gibt es 3 Wochenstunden Informatikunterricht, in der 7. und 8. Klasse erhalten die Schüler jeweils vertiefenden Unterricht aus Physik, Chemie und Biologie. Für die 7. und 8. Klasse haben die Schüler die Wahlmöglichkeit, ob sie 2 Wochenstunden Informatikunterricht oder 2 Stunden Laborunterricht (Naturwissenschaftliches Labor PH, CH, BU) erhalten.
- Oberstufenrealgymnasium mit Instrumentalunterricht oder Gesang (Musischer Schwerpunkt)

Von der 5. bis zur 8. Klasse erhalten die Schüler jeweils 2 Wochenstunden Instrumentalunterricht oder Gesangsunterricht. Zusätzlich müssen die Schüler Module aus Harmonielehrer, Rhythmik, Tontechnik, Gehörschulung, Stilistik, Stimmtechnik belegen.
- Oberstufenrealgymnasium mit Bildnerischem Gestalten und Werkerziehung

Von der 5. bis zur 8. Klasse erhalten die Schüler in Summe 9 Wochenstunden Unterricht aus Bildnerische Erziehung und 8 Wochenstunden Unterricht aus Bildnerischem Gestalten und Werkerziehung.
- Oberstufenrealgymnasium unter Berücksichtigung der sportlichen Ausbildung

Die Schüler wählen eine Sparte (Alpiner Schilauf, Fußball, Leichtathletik, Tennis oder Volleyball) und haben die Möglichkeit in ihrer Sparte eine staatlich anerkannte Trainerausbildung (Lehrwart Fit Jugend) zu absolvieren. In der Fußball-Sparte absolvieren die Schüler die Fußball-Nachwuchstrainerprüfung. Die Schilaufgruppe kann sich als Landesschilehrer-Anwärter und den D-Trainer zertifizieren. Die Übungsleiterausbildung für die Tennis- bzw. Volleyballsparte qualifiziert die Schüler als Nachwuchstrainer.

## Besonderheiten
- Naturwissenschaftliches Labor

Seit dem Schuljahr 2005/2006 gibt es ein naturwissenschaftliches Labor (NWL) aus Chemie und Biologie in der Unterstufe des Realgymnasiums. Die Schüler arbeiten 2 Stunden pro Woche praktisch im Labor.
Im Realgymnasium setzt sich das Labor in den Fächern Physik, Chemie und Biologie in der 7. und 8. Klasse fort.
- eLSA-Schule / eEducation EXPERT.PLUS.SCHULE:

Im Gymnasium Hartberg wird E-Learning in der Unterstufe in fast allen Fächern erprobt. Das Gymnasium ist seit 2005 eine eLSA (=eLearning im Schulalltag) Modellschule.
Seit April 2013 ist das Gymnasium eine eLSA-zertifizierte Schule.
Seit 2016 ist das Gymnasium eine eEducation EXPERT.SCHULE. Im April 2020 wurde das Gymnasium Hartberg zur eEducation EXPERT.PLUS.SCHULE zertifiziert.
- Im Mai 2017 wurde das Gymnasium Hartberg als erste Schule im Bezirk Hartberg-Fürstenfeld mit dem MINT-Gütesiegel ausgezeichnet.[5]
- Schule ohne Rassismus
- Sprachunterricht aus Deutsch, Englisch, Französisch, Latein, Spanisch, Italienisch, Englisch als Arbeitssprache im Gymnasialzweig.

## Robotik
Seit dem Schuljahr 2007/08 wird am Gymnasium Robotik unterrichtet. In der Unterstufe schnuppern die Schüler im Rahmen des Informatik Unterrichts in die Robotik. Programmiert werden Lego Mindstorms Roboter. In der Oberstufe ist die Robotik im Realgymnasium gelehrt. Ziel ist die Förderung des technischen Interesses und die Vorbereitung auf ein technisches Studium.
Derzeit steht ein Roboterzoo von 10 Lego-Robotern und 3 anderen Robotern zu Vertiefung zur Verfügung.
Die Roboter werden auch in JAVA und C# programmiert.
Im März 2020 haben österreichweit die ersten Schüler das EDLRIS-Robotikzertifikat erworben.

## Zertifikate
Auf freiwilliger Basis können Schüler das First Cambridge Certificate in English, den ECDL und den Wirtschaftsführerschein der Wirtschaftskammer (als Basis für eine Gewerbeanmeldung nach der Reifeprüfung) erwerben.
Das Gymnasium Hartberg wurde am 2. Mai 2017 mit dem MINT-Gütesiegel des Bundesministeriums ausgezeichnet.
Außerdem können Schüler seit dem Schuljahr 2018/19 die Microsoft Office Specialist-Zertifizierung erhalten.
Seit dem Schuljahr 2019/20 können Schüler die Zertifikate EDLRIS Robotik Basis, EDLRIS Robotik Fortgeschrittene und EDLRIS Künstliche Intelligenz Basis erwerben.

## Bekannte Lehrer
- Georg Petz (* 1977), Lehrer und Schriftsteller

## Bekannte Absolventen
- Sabrina Rupp (* 1987),  Schauspielerin
- Anna F. (* 1985), Singer-Songwriterin und Schauspielerin
- Alexander Glehr (* 1980), Filmproduzent
- Claudia Haagen-Schützenhöfer (* 1975), Physikdidaktikerin
- Manfred Koch (* 1956), Superintendent der evang. Kirche des Burgenlands
- Klaus Zeyringer (* 1953), Germanist
- Katharina Schützenhöfer (* 1993), Volleyball- und Beachvolleyballspielerin
- Wolfgang Waldl (* 1989), Fußballspieler

## Sportliche Leistungen
Schuljahr 2006/07:
Die Fußballmannschaft holte den Landesmeistertitel im Oberstufenfußball nach Hartberg. Die Leichtathletikmannschaft erreichte in der Bundesmeisterschaft den 4. Rang. Die Tennismannschaft erreichte den 3. Rang in der Tennis-Schulcup-Landesmeisterschaft. Das Tischtennisteam erreichte den 6. Platz bei den Bundesmeisterschaften im Schultischtennis. Die Unterstufen-Schülerligamannschaft gewann den steirischen Meistertitel und erreichte in den Bundesmeisterschaften den 8. Rang.
Die Volleyball-Schülerligateams der Schule konnten in der Saison 2011/12 sowohl bei den Burschen (Ober- und Unterstufe) als auch bei den Mädchen (Oberstufe) die Landesmeistertitel holen. Beide Oberstufenmannschaften sind zudem Schülerliga-Bundesmeister.

## Schulnahe Vereine
Der Sport und Kulturverein Hartberg (Spoku) unterstützt die Schüler bei Veranstaltungen und organisiert verschiedene Kurse, Fortbildungen, Vorträge.

Der Elternverein des Gymnasiums Hartberg hilft im Bedarfsfall Schüler bei der Finanzierung von Schulveranstaltungen (Skikurse, Sprachreisen) und ist engagiert bei verschiedenen Schulveranstaltungen (Schulstartfest, Musischen Abenden usw.)

VerA, der Verein der Absolventinnen, Absolventen und Freunde des Gymnasiums Hartberg bemüht sich um den Kontakt zu den ehemaligen Schülerinnen und Schülern.